# Piscicultura

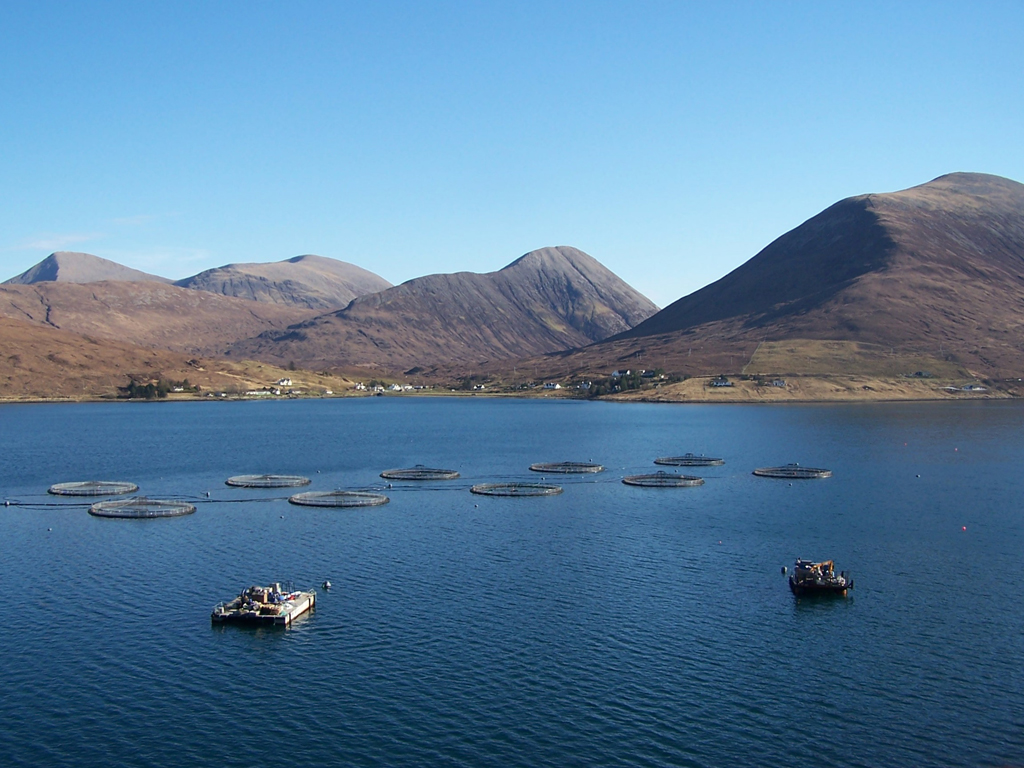
Maricultura del salmó a l'illa de Skye, Escòcia

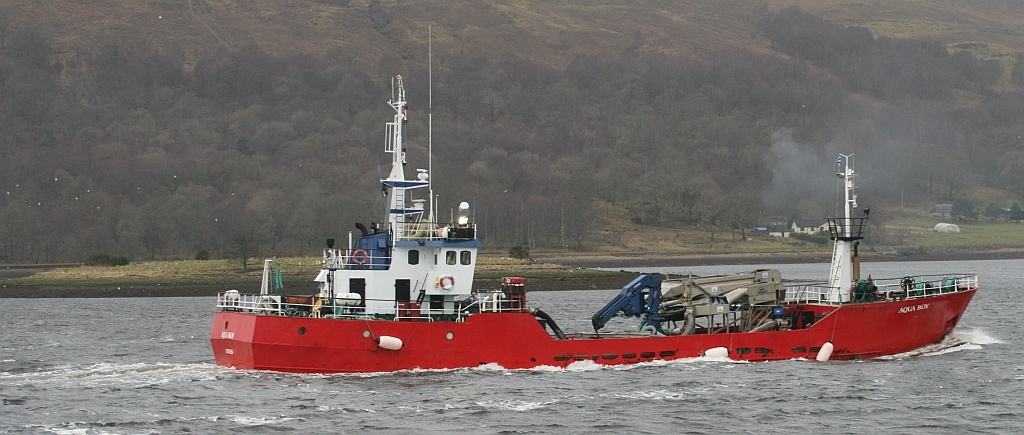
Aqua-Boy, un vaixell noruec dedicat a la piscicultura de la costa oest escocesa

Piscicultura és l'especialització principal de l'aqüicultura, mentre que altres mètodes estarien dins del concepte de la maricultura. La piscicultura (derivada del llatí piscis: peix) comporta la cria comercial en tancs o tancats, normalment com a aliment. També es crien peixos per a repoblar rius i llacs principalment per a la pesca esportiva. Els peixos més importants en piscicultura segueixen l'ordre (de major a menor de): salmó, carpa (Carpicultura), tilapia, siluriformes i bacallà. També són objecte de la piscicultura peixos mediterranis com el llobarro i l'orada
En augmentar la població mundial la demanda de peix ha crescut molt i s'ha donat el fenomen de la sobrepesca amb la qual cosa la piscicultura ha anat augmentant fins a arribar l'any 2009 a representar el 50% del peix consumit al món.

## Espècies principal
| Espècie                     | Medi ambient                    | Tonatge (milions) | Valor (milers de milions de dòlars EUA) |
| --------------------------- | ------------------------------- | ----------------- | --------------------------------------- |
| Ctenopharyngodon idella     | Aigua dolça                     | 5.23              | 6.69                                    |
| Hypophthalmichthys molitrix | Aigua dolça                     | 4.59              | 6.13                                    |
| Carpa                       | Aigua dolça                     | 3.76              | 5.19                                    |
| Tilàpia del Nil             | Aigua dolça                     | 3.26              | 5.39                                    |
| Hypophthalmichthys nobilis  | Aigua dolça                     | 2.90              | 3.72                                    |
| Catla (carpa índia)         | Aigua dolça                     | 2.76              | 5.49                                    |
| Carpí                       | Aigua dolça                     | 2.45              | 2.67                                    |
| Salmó europeu               | Marí                            | 2.07              | 10.10                                   |
| Labeo rohita                | Aigua dolça                     | 1.57              | 2.54                                    |
| Chanos chanos               | Marí                            | 0.94              | 1.71                                    |
| Truita arc de Sant Martí    | - Aigua dolça - Salobrec - Marí | 0.88              | 3.80                                    |
| Megalobrama amblycephala    | Aigua dolça                     | 0.71              | 1.16                                    |
| Mylopharyngodon piceus      | Aigua dolça                     | 0.50              | 1.15                                    |
| Channa argus                | Aigua dolça                     | 0.48              | 0.59                                    |
| Silurus asotus              | Aigua dolça                     | 0.41              | 0.55                                    |

## Principals categories en piscicultura
La piscicultura extensiva està basada en l'aprofitament de la producció fotosintètica local i la piscicultura intensiva alimenta els peixos amb aliments vingut de fora de l'explotació.

### Piscicultura extensiva
La limitació en aquest cas és la disponibilitat de fonts naturals de nutrients normalment el zooplàncton Espècies com la Tilapia s'alimenten en canvi de fitoplàncton, que fa possible una més gran producció. La producció de fitoplàncton pot augmentar-se amb fertilització amb macroelements i oligoelements. En els peixos carnívors si no es fertilitza el tancat no es pot excedir d'una producció de 200 kg de peixos per hectàrea a l'any que resulta equivalent a l'1% de la producció fotosintètica bruta.
Cal evitar el risc de la proliferació de les algues que podria comportar l'exhauriment dels nutrients, la disminució d'oxigen i la producció d'amoni, que resulta tòxic, i provocar la mort dels peixos.

### Piscicultura intensiva
En aquest tipus de piscicultura es pot incrementar la producció de peix per unitat de superfície sempre que es proporcioni suficient oxigen. S'ha de subministrar també aigua fresca (hi acostuma a haver un sistema de depuració) i aliments 
El cos per unitat de pes de peix és més gran que en la piscicultura extensiva especialment per l'alt cost dels aliments per als peixos. És essencial l'airejament de l'aigua. El risc d'infecció per paràsits, cucs intestinals, bacteris i protozous és similar a la dels animals de la ramaderia.

## Piscifactories
Dins dels mètodes d'aqüicultura intensiva i extensiva, s'utilitzen nombrosos tipus específics de piscifactories; cadascun té avantatges i aplicacions úniques per al seu disseny.

### Sistema de gàbia

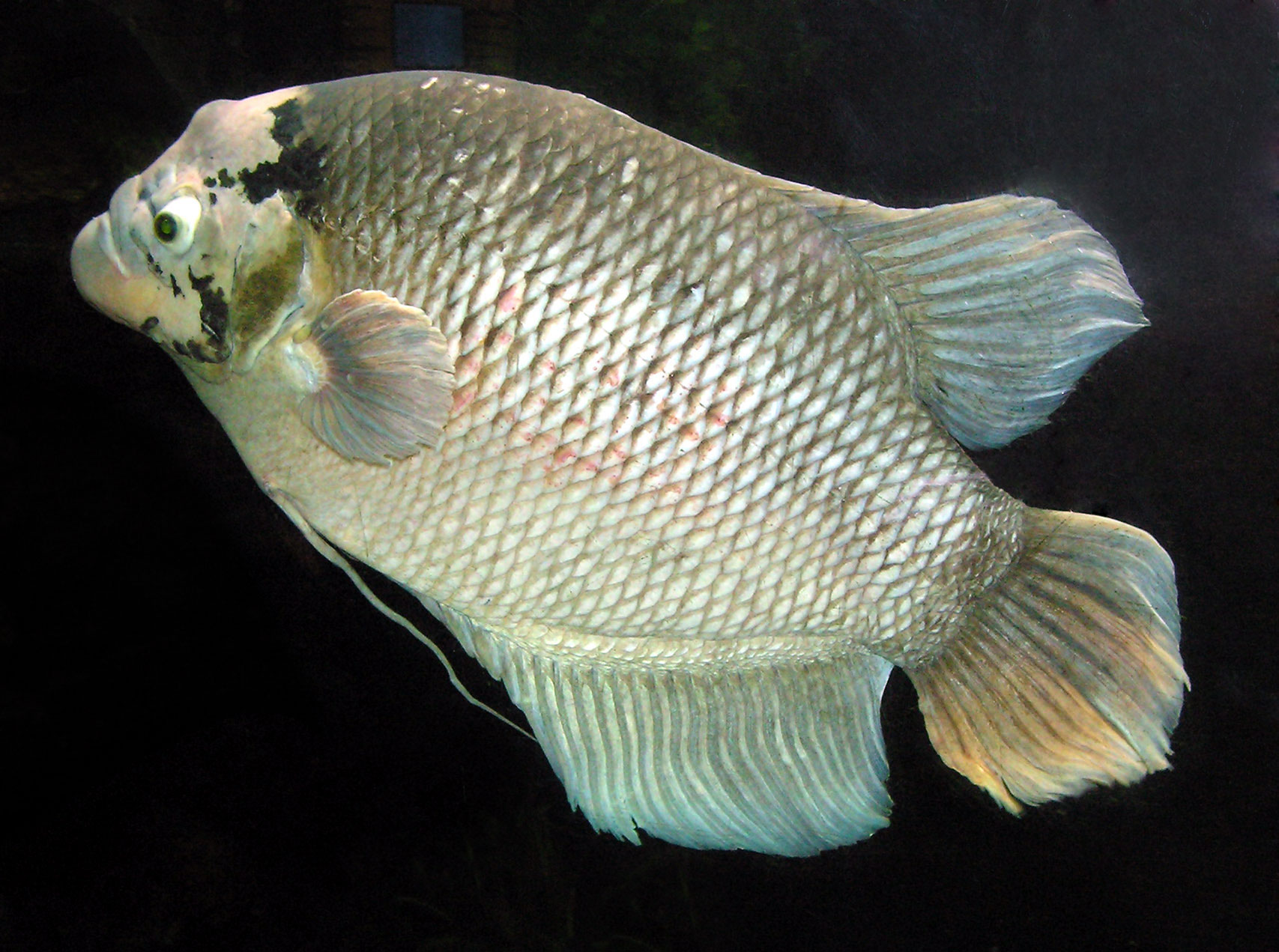
Osphronemus goramy sovint es cria en gàbies al centre de Tailàndia.

Les gàbies de peixos es col·loquen a llacs, bayous, estanys, rius o oceans per contenir i protegir els peixos fins que es puguin collir. El mètode també s'anomena "cultiu offshore" quan les gàbies es col·loquen al mar. Es poden construir amb una gran varietat de components. Els peixos s'emmagatzemen en gàbies, s'alimenten artificialment i es recullen quan arriben a la mida del mercat. Alguns avantatges de la piscicultura amb gàbies són que es poden utilitzar molts tipus d'aigües (rius, llacs, pedreres farcides, etc.), es poden criar molts tipus de peixos i la piscicultura pot coexistir amb la pesca esportiva i altres usos de les aigües.
La cria de peixos en gàbies en mar obert també està guanyant popularitat. Tenint en compte les preocupacions de malalties, caça furtiva, mala qualitat de l'aigua, etc., generalment, els sistemes d'estanys es consideren més senzills d'engegar i més fàcils de gestionar. A més, els fets passats de fallades de gàbies que van provocar fugides, han despertat preocupació pel que fa al cultiu d'espècies de peixos no autòctons en preses o gàbies d'aigua oberta. El 22 d'agost de 2017, es va produir una fallada massiva d'aquestes gàbies en una pesquera comercial de l'estat de Washington a Puget Sound, que va provocar l'alliberament de prop de 300.000 salmons atlàntics en aigües no natives. Es creu que això pot posar en perill les espècies natives del salmó del Pacífic.
Marine Scotland ha mantingut registres d'escapades de peixos en gàbia des de 1999. Han registrat 357 incidents d'escapada de peixos amb 3.795.206 peixos escapant a l'aigua dolça i salada. Una empresa, Dawnfresh Farming Limited, ha estat responsable de 40 incidents i 152.790 truites arc de Sant Martí escapant als llacs d'aigua dolça.
Tot i que la indústria de les gàbies ha fet nombrosos avenços tecnològics en la construcció de gàbies en els darrers anys, el risc de danys i escapades a causa de les tempestes sempre és una preocupació.
La tecnologia marina semi-submergible comença a afectar la piscicultura. El 2018, 1,5 milions de salmons es troben enmig d'una prova d'un any a Ocean Farm 1 davant de la costa de Noruega. El projecte semisubmergible de 300 milions de dòlars dels EUA és el primer projecte d'aqüicultura en aigües profundes del món i inclou un bolígraf de 61 metres d'alçada per 91 metres de diàmetre fet d'una sèrie de marcs i xarxes de malla de filferro. Està dissenyat per dispersar els residus millor que les granges més convencionals en aigües costaneres protegides, per tant, permet una major densitat d'empaquetament de peix.

#### Xarxes d'aliatge de coure
Recentment, els aliatges de coure s'han convertit en materials de xarxa importants en l'aqüicultura. Els aliatges de coure són antimicrobians, és a dir, destrueixen bacteris, virus, fongs, algues i altres microbis. En l'ambient marí, les propietats antimicrobianes/algicides dels aliatges de coure eviten la bioincrustació, que es pot descriure breument com l'acumulació, l'adhesió i el creixement indesitjables de microorganismes, plantes, algues, cucs tubulars, percebes, mol·luscs i altres organismes.
La resistència del creixement de l'organisme a les xarxes d'aliatge de coure també proporciona un entorn més net i saludable perquè els peixos de granja creixin i prosperin. La xarxa tradicional implica una neteja regular i intensiva en mà d'obra. A més dels seus beneficis anti-bioincrustació, la xarxa de coure té fortes propietats estructurals i resistents a la corrosió en entorns marins.
Els aliatges de coure i llautó-zinc es despleguen en operacions d'aqüicultura a escala comercial a Àsia, Amèrica del Sud i els EUA (Hawaii). S'estan implementant una àmplia investigació, incloent-hi demostracions i assaigs, en altres dos aliatges de coure: coure-níquel i coure-silici. Cadascun d'aquests tipus d'aliatge té una capacitat inherent per reduir la bioincrustació, els residus de la gàbia, les malalties i la necessitat d'antibiòtics, alhora que manté la circulació d'aigua i els requisits d'oxigen. També s'estan considerant altres tipus d'aliatges de coure per a la investigació i el desenvolupament en operacions d'aqüicultura.
Al sud-est asiàtic, la plataforma tradicional de cultiu de gàbies s'anomena kelong.

### Sistema de ploma de xarxa oberta
El sistema de corrals de xarxa oberta és un mètode que té lloc en aigües naturals, com rius, llacs, prop de la costa o mar endins. Els criadors crien els peixos en grans gàbies que suren a l'aigua. Els peixos viuen a l'aigua natural, però estan aïllats amb una xarxa. Com que l'única barrera que separa els peixos de l'entorn és una xarxa, això permet que l'aigua flueixi de l'entorn "natural" a través de les piscifactories.
El lloc de la piscifactoria és crucial perquè la granja sigui un èxit o no. Abans d'establir qualsevol piscifactoria, és molt recomanable ser selectiu amb la ubicació de la granja. El lloc s'ha d'examinar en alguns elements essencials. Les condicions importants de la ubicació són:
1. Un bon intercanvi d'aigua i també una alta substitució de l'aigua del fons.
2. A totes les profunditats ha de ser un bon estat actual. Això és necessari perquè les partícules orgàniques s'han de poder endur amb el corrent.
3. Un fons de grava i sorra està qualificat per a la piscicultura, encara que els fons amb llim i fang no estan qualificats. Aquests s'han d'evitar.
4. Una xarxa ha d'estar com a mínim 10 metres o més per sobre del fons, de manera que la profunditat és important.

Malgrat aquestes condicions importants del lloc, el mètode de ploma de xarxa oberta va ser molt popular a Noruega i la Xina. Això es deu a la rendibilitat i l'eficiència d'aquest mètode.

#### Efectes externs negatius
A causa del flux d'aigua de l'oceà i altres motius, el cultiu amb ploma de xarxa oberta es considera un mètode d'alt risc per al medi ambient. El flux permet que els productes químics, els paràsits, els residus i les malalties es propaguin a l'entorn tancat, i això no és beneficiós per al medi natural. Una altra conseqüència negativa és l'elevada taxa d'escapada dels peixos cultivats d'aquests corrals de xarxa oberts. Aquests peixos fugits també representen un alt risc per als ecosistemes circumdants.
La quantitat de residus orgànics produïts per les piscifactories també és alarmant. Es calcula que una granja de salmons a Escòcia, per exemple, produeix tants residus orgànics com l'equivalent a una ciutat d'entre 10.000 i 20.000 habitants cada any.
Avui en dia, el 50% dels mariscs del món són de granja.